# Акунья, Эрнандо де
Дие́го Эрна́ндо (Фернандо) де Аку́нья (исп. Hernando de Acuña; 1520, Вальядолид — 22 июня 1580, Гранада) — испанский поэт Золотого века Испании, переводчик.

## Биография

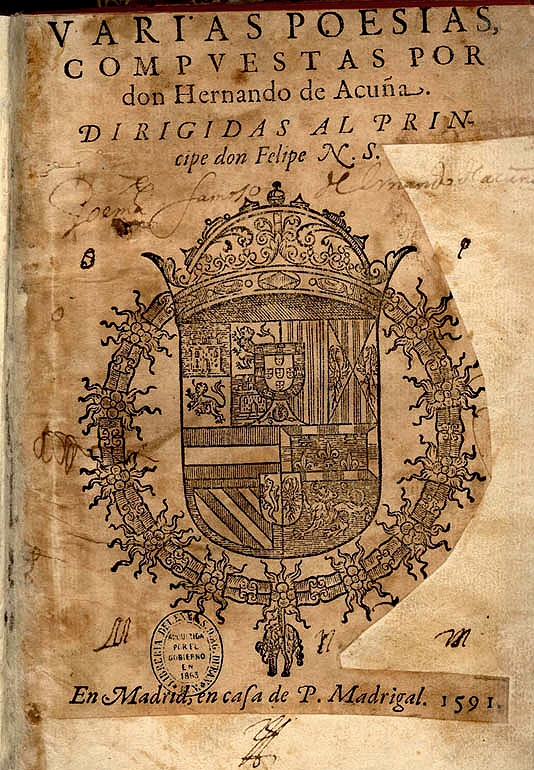
Титульный лист сборника поэзии Э. де Акунья. Мадрид, 1591 г.

Дворянин. Его родителями были Дон Педро де Акунья, второй лорд Вильявюдаса по прозвищу «Эль Кабезудо», и Донья Леонор де Суньига. Он был пятым ребенком брака. В молодости был военным, участник Итальянских войн на стороне Карла V под командованием Альфонсо д’Авалоса. Позже наёмником служил в Германии. В этот период около 1543 года написал стихи, посвящённые двум дамам, известным как «Сильвия» и «Галатея». Был взят в плен французами, но выкуплен императором, который назначил его губернатором Караско. В 1557 году Э. де Акунья участвовал в битве при Сен-Кантене.
Около 1560 года Э. де Акунья отказался от дальнейшей военной карьеры и вернулся в Испанию, поселился в Гранаде, где он и Диего Уртадо де Мендоса (1503—1575) вскоре стали самыми известными из местных поэтов, и оказали влияние на молодых литераторов.

## Творчество
Политическое единство, закреплённое победами императора Священной Римской империи Карла V, привело к образованию единой для всей Испании национальной литературы. Произошла временная политическая и классовая консолидация испанской литературы.
Э. де Акунья — один из последователей новой, итальянизированной школы испанской лирики, который решительно пошёл по пути, проложенному такими поэтами, как Хуан Боскан, Гарсиласо де ла Вега и Диего Уртадо де Мендоса.
Э. де Акунья принадлежал к первому поколению поэтов испанского Возрождения, творивший под влиянием Петрарки. Дружил с Гарсиласо де ла Вега, которому посвятил эпиграмму на латыни незадолго до своей смерти. Известен своими сонетами , эклогами и элегиями, некоторые из которых посвящены императору Карлу V, в том числе, знаменитый сонет «Ya se acerca, señor, o ya es llegada».
Переводчик классических произведений великих латинских и итальянских авторов (Овидий) . Ему принадлежит перевод рыцарского романа «Le Chevalier délibéré» Оливье Ламарша на испанский язык («El Cavallero determinado»), который очень понравился императору.
Умер в Гранаде в 1580 году.